# Marathon van Xiamen 2010
De marathon van Xiamen 2010 werd gelopen op zaterdag 2 januari 2010. Het was de achtste editie van deze marathon. In tegenstelling tot alle voorgaande edities gold dit evenement niet als Chinees kampioenschap op de marathon.
De Ethiopiër Feyisa Lilesa zegevierde bij de mannen in 2:08.47. Zijn landgenote Atseda Bayesa won bij de vrouwen in 2:28.53.
In totaal namen met dan 50.000 hardlopers deel aan het evenement. Minstens 30 namen werden uit de top 100 geschrapt, omdat ze vals hadden gespeeld door stukken van de route via het openbaar vervoer af te leggen.

## Uitslagen

### Mannen
| rang   | naam             | land | tijd    |
| ------ | ---------------- | ---- | ------- |
| Goud   | Feyisa Lilesa    | ETH  | 2:08.47 |
| Zilver | Negari Terfa     | ETH  | 2:09.40 |
| Brons  | Samuel Muturi    | KEN  | 2:10.11 |
| 4      | Kenei Kiprotich  | KEN  | 2:10.46 |
| 5      | Alemayehu Shumye | ETH  | 2:11.20 |
| 6      | Berga Bekele     | ETH  | 2:13.45 |
| 7      | Abebe Ngewo      | ETH  | 2:14.11 |
| 8      | Yin Shunjin      | CHN  | 2:14.16 |
| 9      | Simon Munyutu    | FRA  | 2:16.41 |
| 10     | Li Hao           | CHN  | 2:17.14 |

### Vrouwen
| rang   | naam           | land | tijd    |
| ------ | -------------- | ---- | ------- |
| Goud   | Atseda Bayesa  | ETH  | 2:28.53 |
| Zilver | Sun Juan       | CHN  | 2:34.12 |
| Brons  | Jin Lingling   | CHN  | 2:36.00 |
| 4      | Zhang Junli    | CHN  | 2:37.04 |
| 5      | Yue Chao       | CHN  | 2:42.23 |
| 6      | Xu Junliang    | CHN  | 2:43.32 |
| 7      | Yin Yuan Yuan  | CHN  | 2:48.37 |
| 8      | Yang Meng      | CHN  | 2:51.17 |
| 9      | Li Gaoyang     | CHN  | 2:52.44 |
| 10     | Huang Xiaoping | HKG  | 2:54.49 |

2003 ·
2004 ·
2005 ·
2006 ·
2007 ·
2008 ·
2009 ·
2010 ·
2011 · 
2012 ·
2013 · 
2014 ·
2015 ·
2016 ·
2017